# Хадсон, Джек (английский футболист)
Джон Ха́дсон (англ. Henry Thomas Moore), более известный как Джек Хадсон (англ. Harry Moore; 11 октября 1860 — 21 ноября 1941) — английский футболист, хавбек. Выступал за футбольные клубы «Хили», «Провиденс», «Оулертон», «Шеффилд», «Уэнсдей», «Уолкли», «Блэкберн Олимпик» и «Шеффилд Юнайтед», а также за национальную сборную Англии.

## Биография
Уроженец Шеффилда, Хадсон выступал за многие футбольные клубы из этого города, включая «Хили» (с 1878 по 1884 год), «Провиденс» (с 1879 по 1880 год), «Оулертон» (в 1880 году), а также «Шеффилд» (с 1880 по 1883 год), «Уэнсдей» (с 1880 по 1885 год) и «Шеффилд Юнайтед» (с 1889 по 1891 год). В тот период правила разрешали играть сразу за несколько команд одновременно.
В составе клуба «Уэнсдей» Хадсон провёл 16 матчей в рамках Кубка Англии; регулярного чемпионата на тот момент ещё не существовало. Также короткое время был клубным секретарём «Уэнсдей».
24 февраля 1883 года сыграл свой единственный матч за сборную Англии — это была игра против сборной Ирландии на ливерпульском стадионе «Эгберт Крикет Граунд», в которой англичане разгромили соперника со счётом 7:0. В той игре он был капитаном англичан.
В 1886 году выступал за клуб «Блэкберн Олимпик».
В 1889 году Хадсон увидел объявление об основании в Шеффилде нового клуба под названием «Шеффилд Юнайтед», который искал футболистов для своего первого сезона. Он откликнулся на объявление и стал одним из первых игроков в истории «Шеффилд Юнайтед». В сентябре 1889 года Джек Хадсон сыграл в первом матче «Шеффилд Юнайтед» — это был товарищеский матч против «Ноттингем Рейнджерс». Хадсон был капитаном команды в её первом сезоне и играл практически в каждом матче. В следующем сезоне из-за травм смог провести только шесть матчей, и 1891 году завершил карьеру игрока. После этого работал в тренерском штабе клуба «Уэнсдей».
После завершения карьеры игрока работал трактирщиком в Шеффилде.